# Елховка (приток Большой Просницы)
Елховка — река в России, протекает по территории Кирово-Чепецкого района Кировской области. Устье реки находится в 8 км от устья Большой Просницы по правому берегу. Длина реки — 18 км.
Гидроним происходит от вятского диалектного ёлха «ольха».

## Экология

### Экологическое состояние
С 1949 года на протяжении 40 лет река Елховка использовалась для сброса отходов производства Кирово-Чепецкого химического комбината, в том числе радиоактивных отходов производств гексафторида и тетрафторида урана.
В период использования вод на химкомбинате не проводились наблюдения по загрязнению почв реки Елховки и проточного ею озера Просного другими радионуклидами, кроме 137Cs. Приборы и методики по альфа-радионуклидам отсутствовали, обследование проводилось только на наличие гамма-излучающих радионуклидов.
При исследованиях текущего состояния водоёмов и прилегащих территорий выявлено радиационное загрязнение грунтов:
- около 5 га на северо-запад от третьей секции шламохранилища в прибрежной полосе старого русла Елховки, основной загрязнитель — 137Cs.
- около 40 га в прибрежной полосе реки Елховки и озера Просного, основной загрязнитель 137Cs, побочные: 239Pu, 240Pu и 90Sr.

Донные отложения реки Елховки загрязнены 137Cs — до 3 кБк/кг; 239Pu, 240Pu — до 127 кБк/кг. В растительности наблюдается наличие 137Cs в пойме Елховки ниже шламохранилища Ш-3 и озера Просного — до 21 Бк/кг в прибрежной полосе, а также до 5—10 Бк/кг на расстоянии 100 м на пониженных участках поймы.

### Экологический туризм
Энтузиастами экологического движения разработан туристический маршрут, позволяющий познакомиться с экологической системой, сложившейся в местах накопления, очистки и захоронения химических и радиоактивных отходов (река Елховка и озеро Просное, старичные озёра Ивановское, Берёзовое и Бобровые, хвостохранилища), где в сформированном специфическом ландшафте существует необычное видовое разнообразие флоры и фауны, процветающей в условиях повышенной минерализации вод и почв и естественного запрета на промысловую и хозяйственную деятельность человека. Предлагаемые маршруты не проходят по территориям ограниченного доступа, но предполагают подготовленность участников в части соблюдения норм безопасности.

## Данные водного реестра
По данным государственного водного реестра России относится к Камскому бассейновому округу, водохозяйственный участок реки — Вятка от истока до города Киров, без реки Чепца, речной подбассейн реки — Вятка. Речной бассейн реки — Кама.
Код объекта в государственном водном реестре — 10010300212111100034052.